# Pneumobil
A Nemzetközi Aventics Pneumobil Versenyek célja, hogy minél több egyetemista, illetve főiskolás megismerhesse, valamint kipróbálhassa a pneumatika adta lehetőségeket. A futamoknak a magyarországi Eger ad otthont.

## Díjak
A verseny indulásakor, 2008-ban a szervezők mindössze 6 díjat adtak át. Az évek folyamán, ahogy a verseny nemzetközivé vált, úgy a díjak száma is nőtt.
- Konstrukció eredetisége
- Távolsági
- Ügyességi
- Gyorsulási
- Project management
- SENIOR
- Telemetria
- Legötletesebb konstrukció
- Leginnovatívabb csapat
- Leggyorsabb jármű
- Legjobb futómű
- Legszebb karosszéria
- Egyetemi pontverseny
- Legjobb pneumobil

## Legjobb pneumobil díj
| Év   | Csapat neve           | Egyetem neve                                   | Kar         | Város    |
| ---- | --------------------- | ---------------------------------------------- | ----------- | -------- |
| 2008 |                       |                                                |             |          |
| 2009 | Debreceni Széllovagok | Debreceni Egyetem                              | Műszaki kar | Debrecen |
| 2010 | Debreceni Széllovagok | Debreceni Egyetem                              | Műszaki kar | Debrecen |
| 2011 | Gyalogkakukk          | Budapesti Műszaki és Gazdaságtudományi Egyetem |             | Budapest |
| 2012 | MK Laren              | Szegedi Tudományegyetem                        | Mérnöki kar | Szeged   |
| 2013 | Kakukktojás           | Budapesti Műszaki és Gazdaságtudományi Egyetem |             | Budapest |
| 2014 | Kakukktojás           | Budapesti Műszaki és Gazdaságtudományi Egyetem |             | Budapest |
| 2015 | Műszakik              | Budapesti Műszaki és Gazdaságtudományi Egyetem |             | Budapest |
| 2016 | Műszakik Kanóc Team   | Budapesti Műszaki és Gazdaságtudományi Egyetem |             | Budapest |
| 2017 | Best-Riga             | Rigai Műszaki Egyetem                          |             | Riga     |